# Tufão Hinnamnor
O tufão Hinnamnor, conhecido nas Filipinas como super tufão Henry, foi um ciclone tropical muito grande e poderoso que atingiu o Japão e a Coreia do Sul. A décima primeira tempestade nomeada, quarto tufão e o primeiro supertufão da temporada de tufões do Pacífico de 2022, Hinnamnor originou-se de uma área perturbada do clima observada pela primeira vez em 27 de agosto pelo JTWC. Esta área logo se formou na tempestade tropical Hinnamnor no dia seguinte. A tempestade se intensificou rapidamente e se tornou um tufão em 29 de agosto. Durante a noite, Hinnamnor limpou um olho pequeno junto com um CDO bem definido e intensificou-se em uma categoria Super tufão equivalente a 5, o primeiro ciclone tropical a fazê-lo em 2022.
Hinnanmor então enfraqueceu devido a um ciclo de substituição da parede do olho. No entanto, ele se intensificou para um supertufão equivalente à categoria 5 com um olho maior e CDO ao sul de Okinawa. Um ambiente cada vez mais hostil fez com que perdesse suas características convectivas na noite de 1º de setembro, enfraquecendo-o para um tufão equivalente à Categoria 1. À medida que a tempestade acelerou para o norte no Mar da China Oriental, ela se reconstruiu ao longo do dia seguinte e começou a se intensificar novamente. A tempestade ganhou status de tufão maior mais uma vez em 4 de setembro e seguiu para nordeste em direção a Busan. Começando a enfraquecer pela última vez em 5 de setembro, a tempestade atingiu a costa no final daquele dia como um tufão equivalente de categoria 2 e começou a transição extratropical.
À medida que Hinnamnor se aproximava, muitos alerta e avisos sobre a tempestade foram emitidos no Japão, China, Taiwan e Coreia do Sul. O tufão trouxe chuvas de inundação e ventos fortes para Okinawa, e milhares de casas sofreram quedas de energia. As fortes chuvas afetaram os distritos do norte de Taiwan e um homem morreu nas Filipinas devido às inundações causadas pela tempestade. Hinnamnor atingiu a costa a sudeste de Geoje, na Coreia do Sul, cortando a energia de dezenas de milhares de casas. No geral, o tufão foi responsável por 12 mortes, 1 desaparecido e US$ 1,21 bilhão em danos em vários países.

## História meteorológica
Em 27 de agosto, o Joint Typhoon Warning Center (JTWC) começou a monitorar uma perturbação tropical a cerca de 500 nmi (930 km; 580 mi) leste-sudeste de Iwo Jima. Imagens de satélite indicaram que as áreas norte e sudeste foram acompanhadas por convecção profunda envolvendo o centro de baixo nível. Por volta das 00:00 UTC de 28 de agosto, a Agência Meteorológica do Japão (JMA) começou a monitorar uma depressão tropical que se desenvolveu no Mar das Filipinas. Mais tarde, às 04:00 UTC do mesmo dia, o JTWC emitiu um Alerta de Formação de Ciclone Tropical (TCFA) para Invest 90W.
Começando a se intensificar rapidamente em águas quentes, cisalhamento vertical fraco do vento e alto teor de calor oceânico, o JMA e o JTWC atualizaram o sistema para uma tempestade tropical, com o JMA atribuindo o nome Hinnamnor ao sistema. Uma característica central densamente nublada e bandas espirais proeminentes, notando seu obscuro centro de circulação de baixo nível. Hinnamnor continuou a se organizar e se intensificou em uma severa tempestade tropical no início do dia seguinte. Hinnamnor se fortaleceu em um tufão, tornando-se o quarto tufão da temporada.

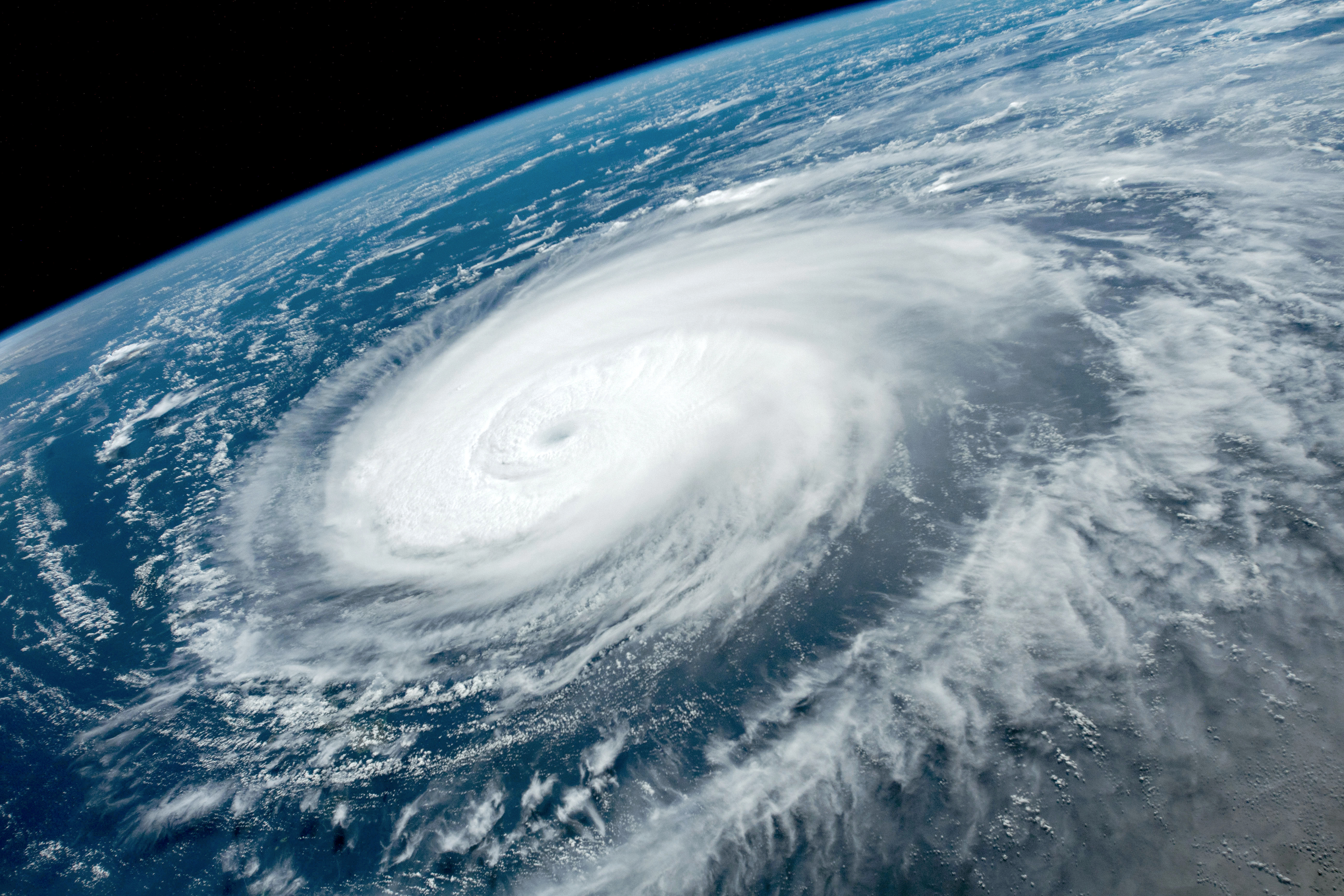
Foto do tufão Hinnamnor capturada a bordo da Estação Espacial Internacional quando o tufão estava a sudeste de Okinawa em 31 de agosto

Às 09:00 UTC, o JTWC elevou o Hinnamnor para um tufão equivalente de categoria 1, com ventos máximos sustentados de 75 kn (139 km/h; 86 mph). As imagens de micro -ondas revelaram uma pequena e bem definida característica do olho de micro-ondas. A rápida intensificação ocorreu em Hinnamnor e se intensificou em um tufão equivalente de categoria 3. Rapidamente se fortalecendo, a tempestade cresceu rapidamente com ventos equivalentes à categoria 4 de 125 kn (232 km/h; 144 mph); no entanto, houve algumas bandas curvas nas 8 nmi (15 km; 9.2 mi) diâmetro do olho. Por volta das 15:00 UTC de 30 de agosto, o JTWC classificou Hinnamnor como um supertufão. Durante a noite, Hinnamnor limpou um olho pequeno e redondo e se fortaleceu em um supertufão equivalente à Categoria 5. Neste momento, o JTWC estimava ventos de 140 kn (260 km/h; 160 mph), com a JMA estimando uma pressão central mínima de 920 hPa (27 inHg).
Hinnamnor enfraqueceu de volta ao supertufão equivalente à categoria 4 depois de iniciar um ciclo de substituição da parede do olho. Hinnamnor entrou na Área de Responsabilidade das Filipinas e foi nomeado Henry em 31 de agosto. Enquanto se dirigia para as Ilhas Ryukyu, Hinnamnor começou a se reorganizar no satélite com um intenso CDO se formando junto com um olho maior. Ele se intensificou de volta para um supertufão equivalente de Categoria 5 em 1º de setembro de e, ao mesmo tempo, a Depressão Tropical 13W (Gardo) encaixada no campo de vento com Hinnamnor. Hinnamnor enfraqueceu para supertufão equivalente de categoria 4 às 09:00 UTC devido ao alongamento do núcleo convectivo e temperaturas mais baixas da superfície do mar. Devido ao cisalhamento vertical do vento nordeste, Hinnamnor enfraqueceu novamente para um tufão equivalente de categoria 4. Os ventos de Hinnamnor foram estimados em apenas 95 kn (176 km/h; 109 mph), o que o tornou um tufão equivalente à categoria 2 em 2 de setembro. Às 09:00 UTC, Hinnamnor enfraqueceu ainda mais em um tufão equivalente de Categoria 1 quando finalmente começou a se mover para o norte-noroeste no Mar da China Oriental. Ele reconstruiu suas características convectivas e foi atualizado para um tufão equivalente de categoria 2 mais uma vez em 3 de setembro. Hinnamnor cruzou mais tarde as ilhas Ryukyu do sul. Hinnamor então saiu do PAR às 01:30 PHT de 4 de setembro (17:30 UTC de 3 de setembro), e o PAGASA emitiu seu boletim final para o sistema às 05:00 PHT (21:00 UTC de 3 de setembro) no mesmo dia.
O sistema se fortaleceu novamente para um tufão equivalente de Categoria 3 à medida que se fortaleceu, com a convecção profunda se tornando mais simétrica em 4 de setembro. Imagens de satélite animadas multiespectrais revelaram uma 10 nmi (19 km; 12 mi) rodeou o olho em torno de uma banda espiral. Hinnamnor continuou a ser persistente apesar da intrusão de ar seco do oeste. Seu olho lentamente ficou cheio de nuvens enquanto sua circulação o envolvia. Às 21:00 UTC de 5 de setembro, o JTWC o rebaixou ainda mais para um tufão equivalente à categoria 2. De acordo com a Administração Meteorológica da Coreia (KMA), Hinnamnor atingiu a costa a sudeste de Geoje, província de Gyeongsang do Sul, Coreia do Sul.Às 03:00 UTC do dia seguinte, o JTWC emitiu seu aviso final sobre o sistema quando iniciou sua transição para um ciclone extratropical, com sua estrutura frontal. Pouco depois, a JMA rebaixou Hinnamnor para uma tempestade tropical severa. A JMA emitiu seu último aviso sobre Hinnamnor e o declarou uma baixa extratropical. A baixa moveu-se para o norte e foi notada pela última vez em Okhotsk, na Rússia, em 7 de setembro.

## Preparações

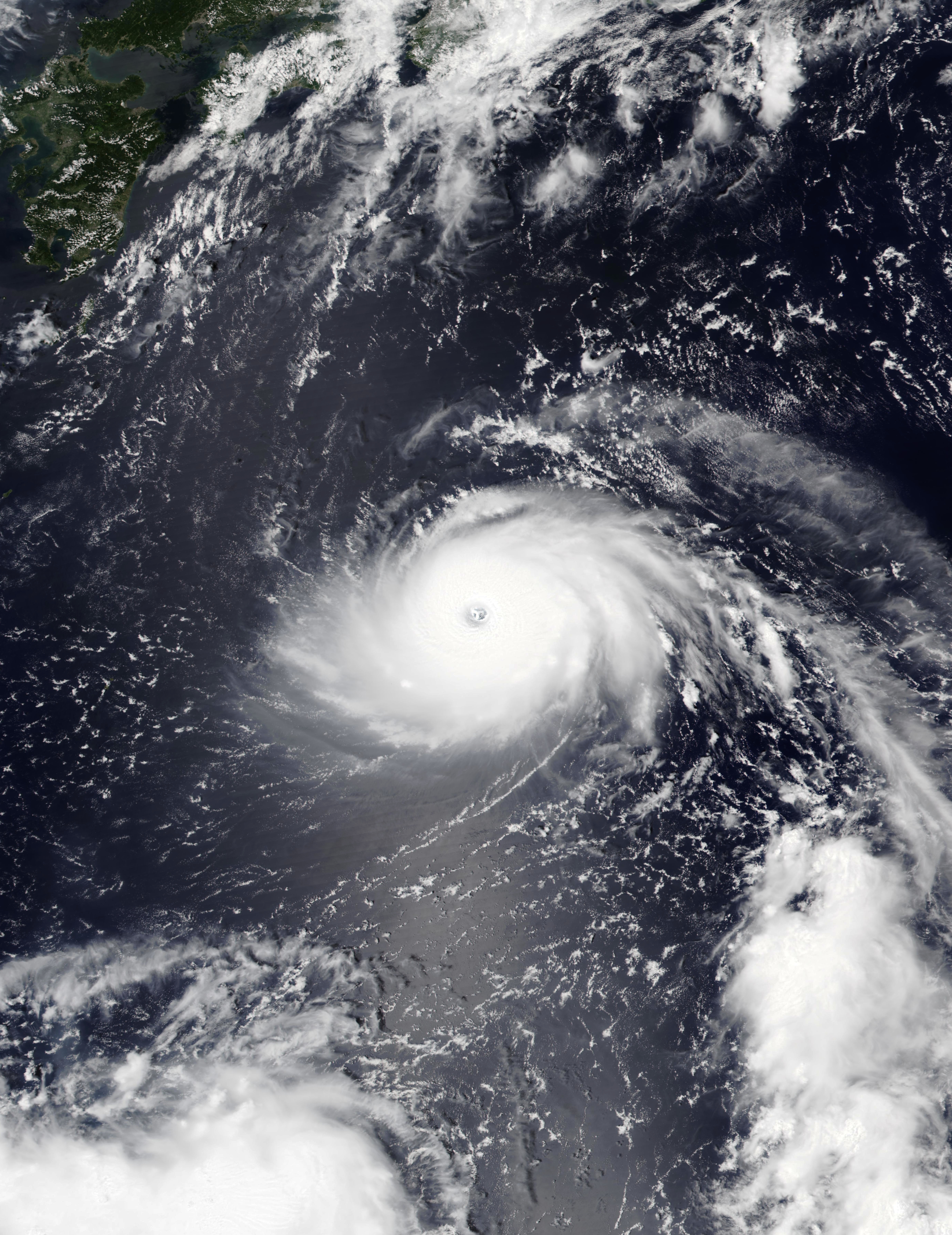
Hinnamnor pouco antes de seu pico inicial de intensidade em 30 de agosto

### Japão
Um funcionário da JMA pediu "vigilância rigorosa" na passagem de Hinnamnor e recomendou que eles se mudassem para edifícios e abrigos resistentes à medida que o tufão se aproximava. Ele também afirmou que os ventos da tempestade podem atingir outras partes de Kyushu. Chuvas de inundação de mais de 400 mm (15,75 pol) também foram previstas para as ilhas de Sakishima. Várias viagens marítimas também foram canceladas devido à aproximação do tufão. 174 voos e 228 viagens de balsa foram canceladas. Previa-se que a temporada de colheita na região de Hokuriku do país também fosse impactada. Várias campanhas de vacinas COVID-19 foram canceladas para os dias 3 e 4 de setembro. Mais de 100.000 pessoas foram ordenadas a evacuar em Okinawa pelas autoridades locais.

### Coreia do Sul
O presidente sul-coreano Yoon Suk-yeol ordenou que o ministro do Interior Lee Sang-Min apresentasse as medidas de resposta mais altas para Hinnamnor. Uma reunião foi então realizada sobre a resposta a Hinnamnor por Lee. A tempestade foi prevista para ser tão forte no landfall quanto o Maemi de 2003. Avisos meteorológicos preliminares foram emitidos nas áreas do sul do país, incluindo as cidades de Gwangju, Busan, Daegu e Ulsan em 4 de setembro. O primeiro-ministro Han Duck-soo pediu que as escolas fechem ou mudem para o ensino a distância até 5 de setembro. As taxas de execução de três reatores na Usina Nuclear de Kori foram reduzidas para menos de 30% em antecipação ao Hinnamnor. 200 moradores das áreas costeiras de Busan foram solicitados a evacuar para abrigos. 7.600 funcionários públicos foram destacados em Busan para ajudar na resposta de emergência.

### Em outro lugar
Em Taiwan, o Central Weather Bureau emitiu alertas quando Hinnamnor se aproximou em 2 de setembro. Oito voos, dois domésticos e seis internacionais, e 106 serviços de balsa em 12 rotas foram cancelados, assim como o fechamento de escolas em vários distritos. Nas Filipinas, os sinais nº 1 e 2 foram emitidos no norte de Luzon quando Hinnamnor passou. A governadora Marilou Cayco suspendeu as aulas em Batanes. A Philippine Airlines cancelou voos devido ao mau tempo. A Polícia Nacional das Filipinas (PNP) implantou unidades de resposta a desastres no norte de Lução.
No leste da China, as cidades costeiras suspenderam os serviços e aulas de balsa. Xangai enviou mais de 50.000 policiais para ajudar nos resgates e no trânsito. O Centro Meteorológico das nações emitiu um alerta amarelo de tufão em 4 de setembro. Na Coreia do Norte, as autoridades inspecionaram edifícios em risco de inundação e os barcos foram chamados de volta ao porto. Pyongyang tomou medidas para proteger certas áreas frequentemente atingidas por deslizamentos de terra.

## Impacto

### Japão
Quatro pessoas em Okinawa ficaram feridas até agora como resultado do tufão. De acordo com a Okinawa Electric Power Company, 2.920 casas estavam sem energia em Miyakojima, outras 190 estavam em Ishigaki, 330 em Tarama e 10 na cidade de Taketomi. em 3 de setembro. Na vila de Watanagi, a precipitação de até 64 mm (2,5 pol) por hora caiu; o mais alto de tal observação durante o mês na década passada. As casas foram danificadas, com uma totalmente destruída na aldeia de Kito-Daito. Danos agrícolas em toda a prefeitura chegaram a ¥ 960 milhões ( US$ 6,87 milhão).
O transporte também foi afetado pelo tufão. No início da manhã de 5 de setembro, JR West anunciou a possibilidade de uma suspensão planejada do Sanyo Shinkansen em 6 de setembro com a suspensão entre Hakata e Hiroshima sendo confirmada mais tarde naquela noite. Pelo menos 56 voos foram cancelados, afetando mais de 3.000 pessoas. A comunicação foi cortada de Kito-Daito como resultado da morte de Hinnamnor. Uma estufa de manga na ilha de Ishigaki foi derrubada.

O tufão Hinnamnor atinge a Coreia do Sul de 6 a 7 de setembro.

### Coreia do Sul
Os impactos na Coreia do Sul foram menores do que se temia inicialmente devido à velocidade de movimento rápido de Hinnamnor. A ilha de Jeju registrou 273,5 mm (10,7 pol) de chuva das bandas externas de Hinnamnor em 4 de setembro de para um total posterior de 948 mm (37,3 pol) em partes da ilha. Um total de 3.463 pessoas de 2.661 em áreas propensas a deslizamentos de terra e inundações foram evacuadas, entre o total de 15.000 que foram aconselhados. Pelo menos 66.000 casas sofreram quedas de energia, e várias foram relatadas como inundadas. Um na cidade central de Sejong City foi destruído. Doze foram inundados em Jeju.
Hinnamnor também deixou 70 navios em 50 rotas marítimas aterrados, 251 voos em 12 aeroportos cancelados e 354 horários de trem suspensos ou ajustados. A precipitação totalizou 389 mm (15,3 pol) em uma área montanhosa na cidade de Gyeongju e 272 mm (10,7) no distrito de Gangnam, em Seul. Pelo menos 11 pessoas foram mortas no país. Uma pessoa está desaparecida. Os totais de chuva no país foram de 447 mm (17 pol) em Gyeongju, 418 mm (16 pol) em Pohang e 385 mm (15 pol) em Ulsan.

### Em outro lugar
Em Taiwan, a precipitação acumulada totalizou 207,5 mm (8,1 pol) em Yangmingshan, 177 mm (6,9 pol) no distrito de Beitou e 174 mm (6,8 pol) em Taipingshan. Autoridades locais nas áreas do norte relataram danos causados pelo vento e pela chuva, sem feridos. Os ventos máximos sustentados atingiram 162 km/h (101 mph), com rajadas de 198 km/h (123 mph). Deslizamentos de terra em Nanzhuang tornaram estradas intransitáveis. Cerca de 100 árvores caíram e mais de 600 moradores dos condados de New Taipei, Taoyuan e Hsinchu foram evacuados. Dois grandes reservatórios foram reabastecidos e o nível da água do rio Keelung. Um dos reservatórios recebeu 446 mm (17,5 pol) de água da chuva entre 1 e 4 de setembro.
Nas Filipinas, Hinnamnor aumentou a monção do sudoeste que trouxe chuvas sobre Luzon. Um homem morreu em Ifugao devido às fortes chuvas causadas pelo tufão. Hinnamnor trouxe fortes chuvas em Batanes. Em 7 de setembro, o NDRRMC relatou 2.442 pessoas afetadas, 51 foram deslocadas e 192 pessoas foram evacuadas preventivamente. Pelo menos 12 casas foram danificadas ou destruídas. Os danos na infraestrutura foram estimados em ₱ 61,4 milhão (US$ 1,08 milhão).